# Twine
Twine je bezplatný vývojářský nástroj s otevřeným zdrojovým kódem určen pro vytváření interaktivní beletrie a hypertextové prózy ve formě webových stránek. Byl vytvořen Chrisem Klimasem v roce 2009 a je zaměřen na vývojáře bez žádné znalosti programování. Je k dispozici pro Mac OS X, Windows a Linux. Jako webová aplikace je také k dispozici online.

## Charakteristika
Twine zdůrazňuje vizuální strukturu hypertextu a nevyžaduje znalost programovacího jazyka jako některé jiné nástroje pro vývoj videoher. Twine je považován za nástroj, který může použít každý, kdo se zajímá o interaktivní beletrii a experimentální hry. 
Jedná se o webovou aplikaci, napsanou v HTML5 a JavaScriptu, dostupnou také jako samostatná desktopová aplikace; podporuje také CSS.

## Vývojářské prostředí
Projekty vytvořené v Twine jsou nazývány "příběhy" (anglicky "story"). Vývojář má možnost si zvolit z různých výchozích a uživatelských formátů, které mění vzhled a fungování projektu. Engine je zaměřen na vizuální strukturu hypertextu - spojené textové sekce jsou v editoru zobrazeny jako textová pole, která jsou společně propojená jako vývojový diagram. Twine vytváří nové textové sekce automaticky, pokud je část textu formátována jako odkaz. Tyto sekce mohou být umístěny kdekoliv a mohou být propojeny s jinými i vícekrát.

### Podporované jazyky
K vývoji lze použít HTML5 a CSS. Různé formáty také nabízí předpřipravená makra (například na implementaci hudby nebo vytváření souborů uložené hry). Dodatečné funkce lze použít i JavaScript. Twine projekty jsou ukládány a exportovány jako HTML dokument. Exportované projekty je možné znovu v enginu načíst a editovat.

### Identifikace
Každému projektu je defaultně přiřazeno automaticky generované identifikační číslo, které se liší od každého projektu (IFID, neboli Interactive Fiction IDentifier).  IFID se používá k identifikaci jednotlivých projektů i v případě, že dva jsou stejně pojmenované.

## Pozoruhodná díla
- Rat Chaos (2012)
- Howling Dogs (2012)
- Queers in Love na konci světa (2013)
- Depression Quest (2013)
- Strýček, který pracuje na Nintendu (2014)
- Spisovatel něco udělá (2015)
- Arc Symphony (2017)
- You Are Jeff Bezos (2018)

## Film
Twine použil spisovatel Charlie Brooker při vývoji interaktivního filmu Black Mirror: Bandersnatch.